# The Voices of a Distant Star
 (novembre 2009).
Si vous disposez d'ouvrages ou d'articles de référence ou si vous connaissez des sites web de qualité traitant du thème abordé ici, merci de compléter l'article en donnant les références utiles à sa vérifiabilité et en les liant à la section « Notes et références ».
The Voices of a Distant Star (ほしのこえ, Hoshi no koe) est un court-métrage de 25 minutes réalisé par Makoto Shinkai en 2002. Il sort en France en DVD chez Kazé conjointement avec le long métrage 5 centimètres par seconde du même auteur.

## Synopsis
En 2047, Mikako Nagamine s'est engagée dans la Flotte Spatiale des Nations unies (UNSF) et part en quête d'une race extraterrestre, les Tarsiens, dont on a trouvé un avant poste sur Mars. Elle et son meilleur ami resté sur Terre, Noboru, tentent de rester en contact grâce aux e-mails qu'ils s'envoient mais elle s'éloigne de plus en plus à travers l'espace.
L'histoire avec les extraterrestres sert de prétexte à la narration et on sait peu de chose sur eux. Principalement une escarmouche sur Mars en 2039 ; l'avant poste Tarsien permet de découvrir de la technologie extra-terrestre. Il s'ensuit une course à l'armement puis le départ de la flotte, qui effectue des sauts à travers l'espace.
Chaque fois la distance augmente, ainsi que le temps nécessaire pour le transit des messages. Les sauts en hyper-espace créent une différence d'âge (ou d'espace temps) entre eux deux car Mikako ne vieillit que peu comparé à Noboru.
Après le collège, Nagamine est sélectionnée et part faire ses classes sur Mars. Elle devient pilote de Traceur (croisement de vaisseau spatial et de robot de combat géant) et sera affectée à bord du Risitia. Le vaisseau part pour Europa, en orbite de Jupiter. La flotte se dirige vers Pluton à la recherche des aliens. Le combat s'engage mais l'ennemi est en surnombre et la flotte fuit en hyperespace avant de faire un saut longue distance vers Sirius à 8,6 al et la planète Agartha. À chaque saut, elle pense à son amour resté sur Terre.
Noboru poursuit sa vie sur Terre, dans l'attente des messages de sa dulcinée. Le temps est différent pour lui mais sa passion ne faiblit pas, chaque réception de message entretenant sa flamme.
Il n'y a pas vraiment de fin à l'histoire, juste la force de l'amour qui permet aux deux âmes sœurs de se retrouver par delà la distance et le temps.